# Canal Barbarossa

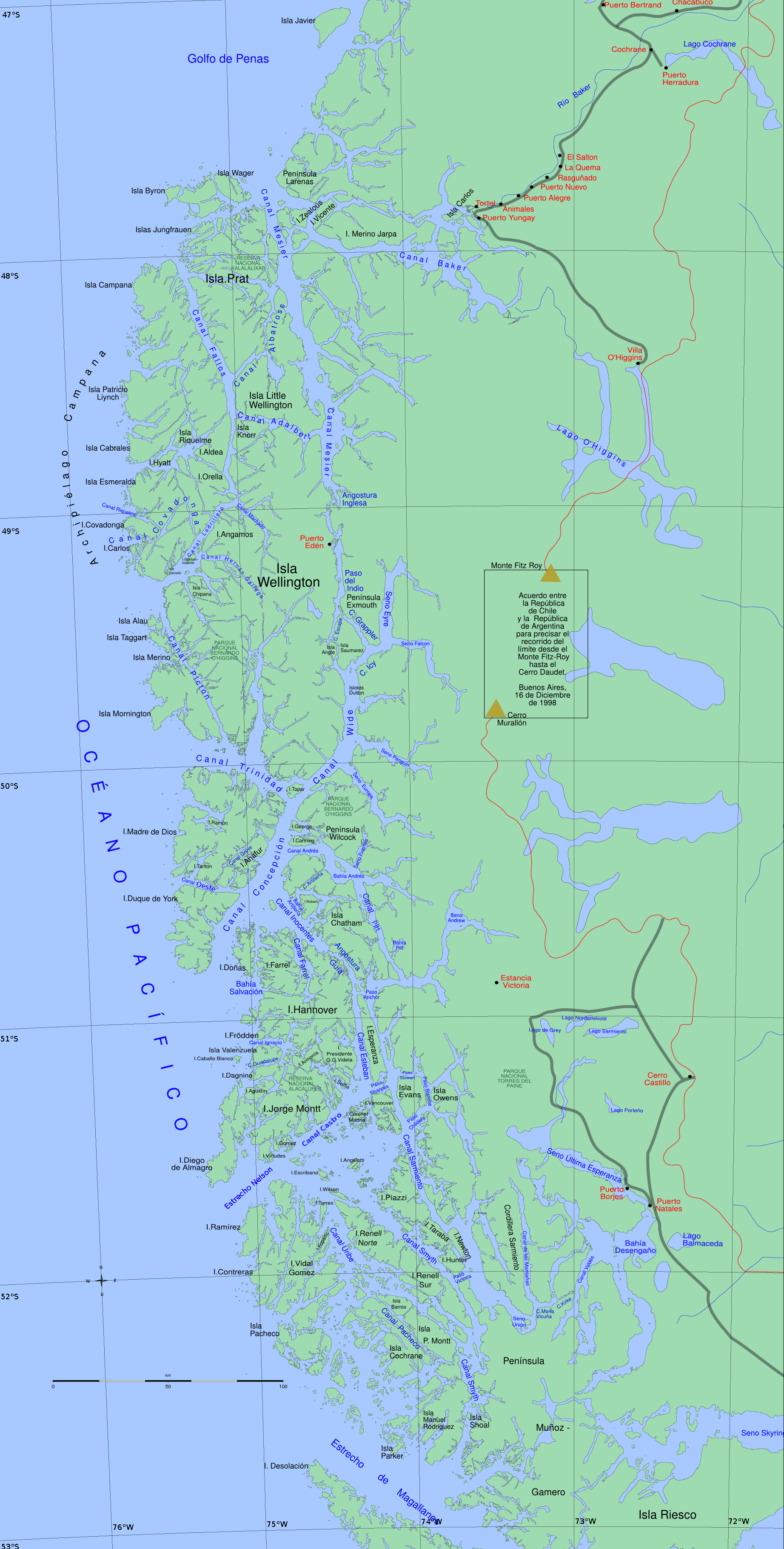
Golfo de Penas - Estrecho de Magallanes

El canal Barbarossa es un canal patagónico secundario, colateral transversal de la Patagonia chilena. Une el canal Messier con el canal Fallos. 
Administrativamente pertenece a la Región de Aysén.
Era navegado por el pueblo kawésqar desde hace aproximadamente 6.000 años hasta fines del siglo XX, pues habitaban sus costas. A comienzos del siglo XXI han sido prácticamente extinguidos por la acción del hombre blanco.

## Recorrido
Mapa del canal
El canal comienza en 48°05′S 75°16′O / -48.083, -75.267 donde se une al canal Fallos y termina en el paso Schlucht y el seno Hornby donde se une al canal Messier. Separa la parte norte de la isla Prat de las islas Úrsula y Jungfrauen. Su dirección general es NW-SE.
Su longitud es de aproximadamente 22 nmi. Es profundo, pero algo estrecho. Como todos los canales secundarios, no se deberá navegar si no se cuenta con un práctico local.

## Geología y orografía
Las tierras de las costas que delimitan el canal son montañosas, altas y acantiladas. Presentan bosques impenetrables. Todas ellas forman parte de las islas que conforman el archipiélago Wellington.